# 안세이 대옥

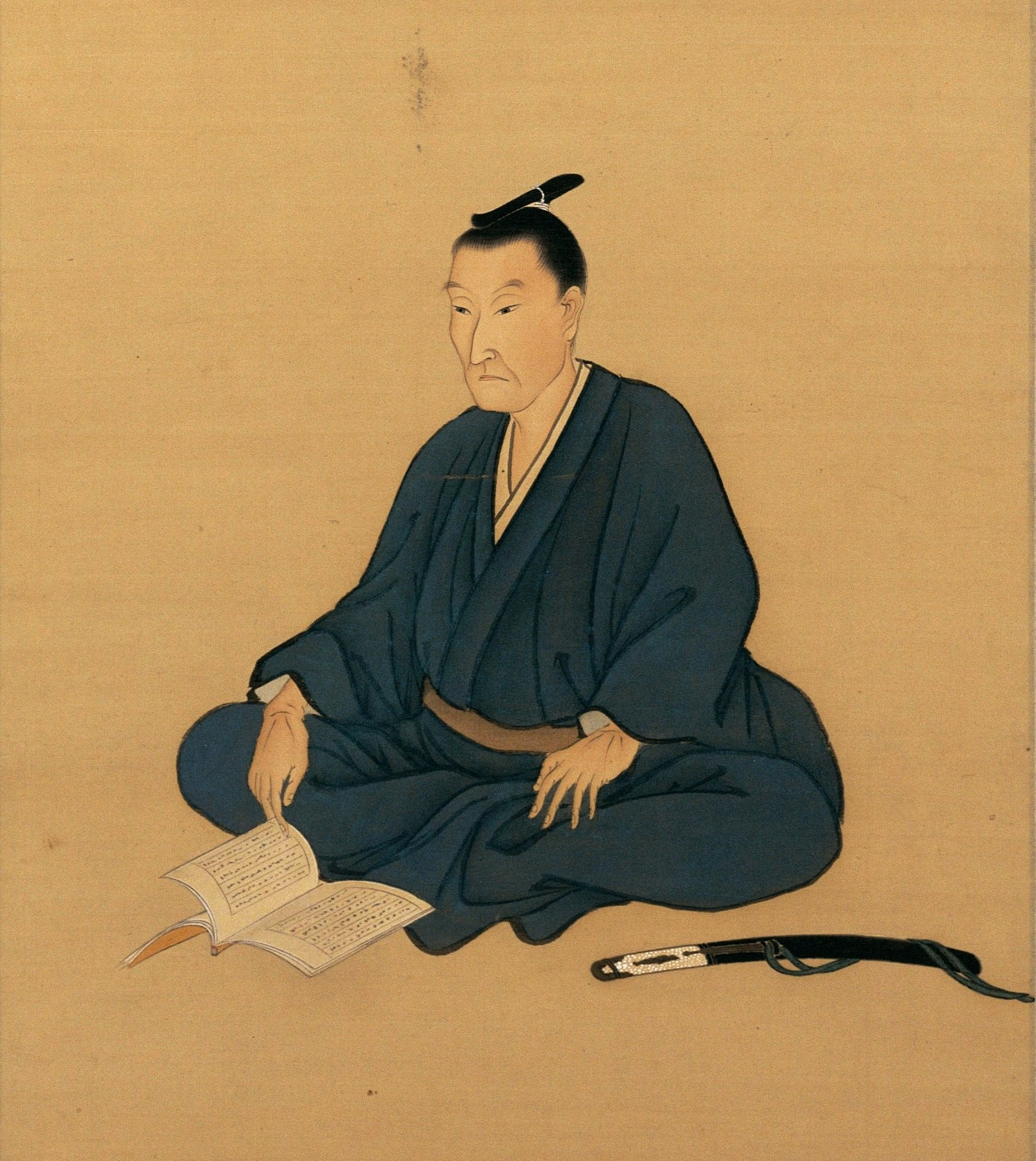

안세이 대옥(일본어: 安政の大獄)은 에도 막부의 다이로 이이 나오스케(일본어: 井伊直弼)가 안세이 5년(1858년)에 자신의 반대파를 체포하기 시작해서 다음 해까지 100여명의 존왕양이파 및 히토쓰바시파 인사를 대량 숙청한 사건으로, 무오의 대옥(일본어: 戊午の大獄)이라고도 불린다.

## 개요
1858년 에도 막부의 다이로 이이 나오스케와 로주 마나베 아키카쓰(일본어: 間部詮勝) 등은 천황의 칙허를 얻지 않은 채로 〈미일수호통상조약〉에 조인하였고, 도쿠가와 막부 제14대 쇼군의 후계자 분쟁에서 도쿠가와 이에모치를 세우는데 일조한다. 안세이 대옥은 이러한 정책에 반대하는 이들을 탄압한 사건으로, 존왕양이를 주장한 이들과 히토츠바시 파(일본어: 一橋派)의 다이묘, 구게, 지사들로서, 연루된 인원들은 100명 이상이었다.
형식상으로는 제13대 쇼군 도쿠가와 이에사다가 명령을 내려 모두 처벌한 것으로 되어 있으나, 실제로는 다이로였던 이이 나오스케가 모두 명령했다.
7월 5일 이에사다가 명령을 내렸던 것은 도쿠가와 요시카쓰(일본어: 徳川慶勝)와 마쓰다이라 요시나가(일본어: 松平慶永), 도쿠가와 나리아키(일본어: 徳川斉昭)와 히토쓰바시 요시노부(일본어: 一橋慶喜)에 대해 은거, 근신명령 그리고 도쿠가와 요시아쓰(일본어: 徳川慶篤)는 등성 금지와 근신으로 대옥이 시작되는 초기의 잠깐이다.

## 처벌 대상

### 사형 및 옥사
- 요시다 쇼인 - 조슈번사
- 하시모토 사나이 - 후쿠이 번사
- 라이 미키사부로…… 유학자
- 아지마 다테와키 - 미토번 가로
- 우가이 기치자에몬…미토 번사
- 우카이 고키치 - 미토 번사
- 지노네이요노스케…미토 번사
- 우메다 운빈 - 오바마번사(옥사)
- 이즈미 기나이 - 쓰치우라 번사

### 은거 및 근신
- 히토쓰바시 요시노부 - 히토쓰바시 가 당주
- 도쿠가와 요시아쓰 - 미토번주
- 도쿠가와 요시쿠미 - 오와리번주
- 마쓰다이라 슌가쿠 - 후쿠이번주
- 다테 무네나리 - 우와지마번주
- 야마우치 요도 - 도사번주
- 홋타 마사요시 - 사쿠라번주
- 오타 스케토모 - 가케가와번주
- 가와지 도시아키라 - 에도 성 니시노마루 방어직
- 오쿠보 다다히로 - 에도 성 니시노마루 방어직
- 나카야마 노부토미 - 미토 번 가로
- 마쓰다이라 다다카타 - 우에다 번주

### 가택 연금
- 도쿠가와 나리아키 - 前 미토번주
- 이와세 다카노부 - 건축 공사 봉행
- 나가이 다카시 - 군함 봉행

### 유배
- 아유카와 이다유(鮎澤伊太夫)……미토번사
- 고바야시 요시스케(小林良典) - 다카쓰카사 가문 가신
- 로쿠부쓰 구만(六物空萬) - 옥사
- 구사카베 유노신…사쓰마번사, 옥사
- 가츠노 모리노스케(勝野森之助)……하타모토 출신
- 지노네이 구마타로(茅根熊太郎)……지노네이 요노스케의 아들

### 추방
- 요시미 사젠 - 우와지마번 가로, 伊能友鴎로 개명함.
- 이케우치 다이가쿠 - 유생
- 곤도 모자에몬 - 시나노 마쓰모토 번 (체포자 제1호)
- 쓰자키 노리코 - 고노에 가문 가신
- 이다 다다히코 - 아리스가와노미야 친왕 가문 가신

### 체포전 사망
- 시마즈 나리아키라 - 사쓰마번주
- 야나가와 세이간 - 시인, 한학자
- 겟쇼 - 승려
- 야마모토 데이치로 - 낭인

### 구게(조정대신) 측 관련자
- 구니노미야 아사히코 친왕
- 이치조 다다카 - 내대신(内大臣)
- 고노에 다다히로 - 좌대신(左大臣)
- 다카쓰카사 스게히로 - 우대신(右大臣)
- 다카쓰카사 마사미치 - 전 관백(関白)
- 산조 사네쓰무 - 전 내대신(内大臣)
- 니조 나리유키 - 권대납언(権大納言)
- 마데노코시 나오후사…前 권대납언(権大納言)
- 오기마치산조 사네나루…권대납언(権中納言)
- 아리마 노리아키 - 참조정지(参朝停止)

## 같이 보기
- 사쿠라다 문 밖의 변
- 미일수호통상조약
- 이이 나오스케
- 요시다 쇼인
- 매슈 페리
- 도쿠가와 이에모치
- 안도 노부마사
- 공무합체운동